# Julia Goll

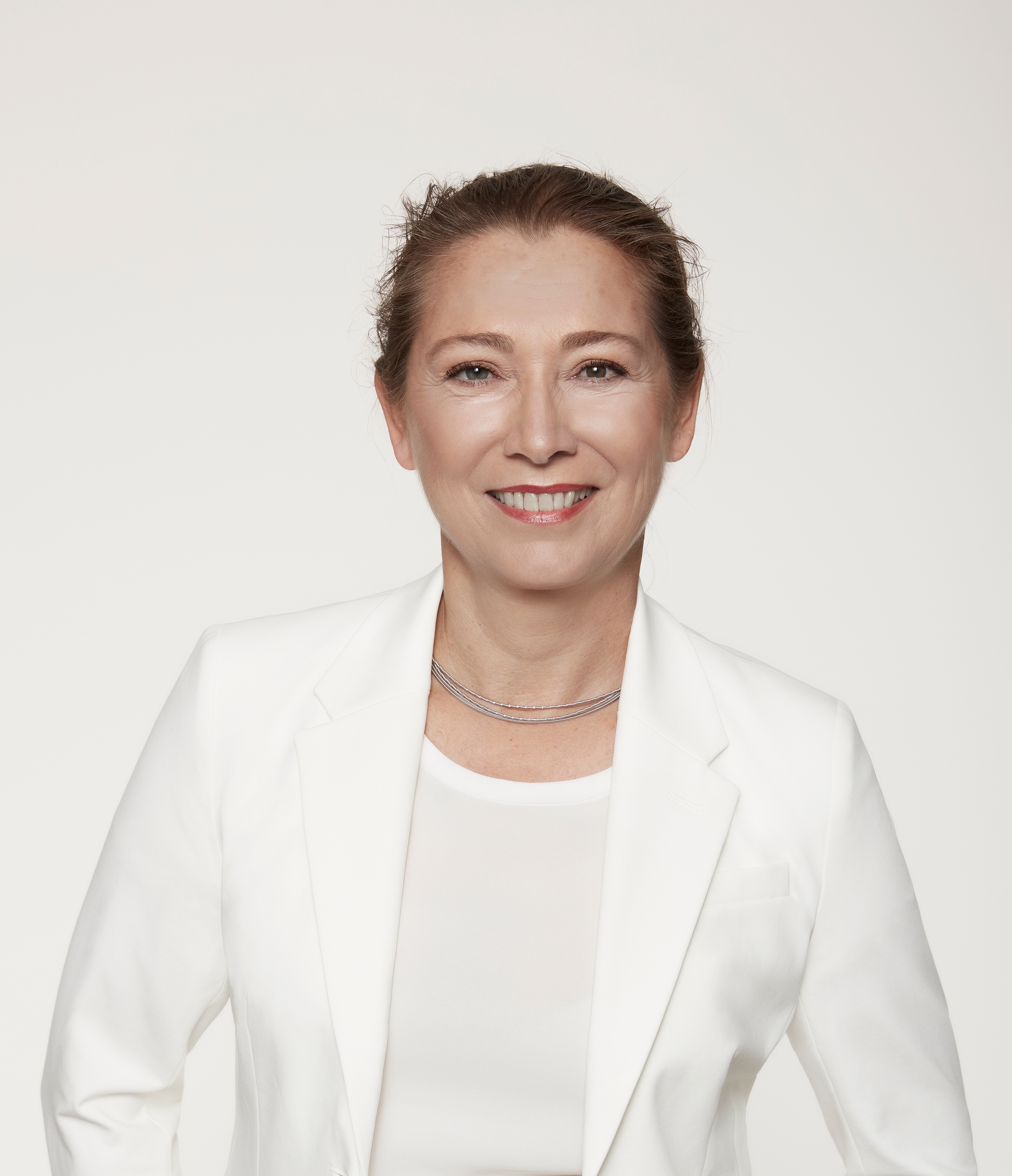
Julia Goll (2021)

Julia Goll (* 21. Oktober 1964 in Hamburg) ist eine deutsche Juristin und Politikerin (FDP). Seit 2021 ist sie Abgeordnete im Landtag von Baden-Württemberg.

## Leben
Goll machte 1983 ihr Abitur am humanistischen Gymnasium Christianeum in Hamburg. Von 1983 bis 1984 studierte sie Chemie in Hamburg. Von 1984 bis 1989 absolvierte sie ein Studium der Rechtswissenschaften in Heidelberg, Hamburg und Bonn. 1989 legte sie die Erste juristische Staatsprüfung in Heidelberg ab. Von 1990 bis 1993 absolvierte sie das Rechtsreferendariat mit Stationen u. a. beim Verwaltungsgerichtshof Baden-Württemberg und dem Regierungspräsidium Leipzig. 1993 legte sie die Zweite juristische Staatsprüfung in Stuttgart ab. Im September 1993 wurde sie in den höheren Justizdienst in Baden-Württemberg als Richterin eingestellt. Es folgten Stationen beim Landgericht Heidelberg, beim Amtsgericht Mosbach und beim Landgericht Mosbach. Zudem war sie als Staatsanwältin bei der Staatsanwaltschaft Mosbach tätig. 1996 wurde sie zur Richterin am Landgericht ernannt und an das Justizministerium Baden-Württemberg als Persönliche Referentin des Ministers abgeordnet. Von 1998 bis 2021 war sie Richterin am Landgericht Stuttgart. 2017 wurde sie vorübergehend an das Oberlandesgericht Stuttgart abgeordnet.

## Politik
Goll ist seit 1999 kommunalpolitisch aktiv. Von 1999 bis 2008 war sie Mitglied des Gemeinderats in Leonberg und von 2004 bis 2008 Mitglied im Kreistag Böblingen. Nach dem Umzug der Familie im Jahr 2008 nach Waiblingen wurde sie 2009 in den Gemeinderat der Stadt Waiblingen gewählt, wo sie seit 2014 Vorsitzende der dortigen FDP-Fraktion ist. Sie ist seit 2009 Aufsichtsrätin der Stadtwerke Waiblingen und ebenfalls seit 2009 Mitglied im Arbeitskreis Waiblingen ENGAGIERT. Seit 2014 ist sie Mitglied des Kreistages des Rems-Murr-Kreises und dort seit 2019 stellvertretende Vorsitzende der FDP-FW-Fraktion.
Julia Goll ist seit 2018 stellvertretende Vorsitzende des FDP/DVP-Kreisverbands Rems-Murr und Beisitzerin im FDP-Ortsverband Waiblingen-Korb.
Seit 2025 ist Goll stellvertretende Vorsitzende der Reinhold-Maier-Stiftung, der parteinahen Stiftung der FDP in Baden-Württemberg.
Bei der Landtagswahl in Baden-Württemberg 2021 wurde Goll über ein Zweitmandat im Wahlkreis Waiblingen in den Landtag gewählt. Sie ist stellvertretende Vorsitzende der FDP/DVP-Landtagsfraktion.
Goll ist für die Fraktion Sprecherin für Innenpolitik, für Kommunales, für internationale Politik und Strafvollzugsbeauftragte.
Vom Landtag Baden-Württemberg wurde sie am 22. Dezember 2021 zum Mitglied der 17. Bundesversammlung gewählt.
In dem vom Landtag von Baden-Württemberg auf Antrag der Fraktionen der SPD und der FDP/DVP am 1. Juni 2022 eingesetzten Untersuchungsausschuss Handeln des Innenministers und des Innenministeriums im Fall des Verdachts der sexuellen Belästigung gegen den Inspekteur der Polizei Baden-Württemberg und Beurteilungs-, Beförderungs- und Stellenbesetzungsverfahren in der Polizei Baden-Württemberg (UsA IdP & Beförderungspraxis) – die ursprünglich beantragte Kurzform Untersuchungsausschuss Machtmissbrauch hatte die Mehrheit der Regierungsfraktionen von Bündnis 90/Die Grünen und CDU abgeändert – ist sie Obfrau (Sprecherin) für die Fraktion.

## Ehrungen

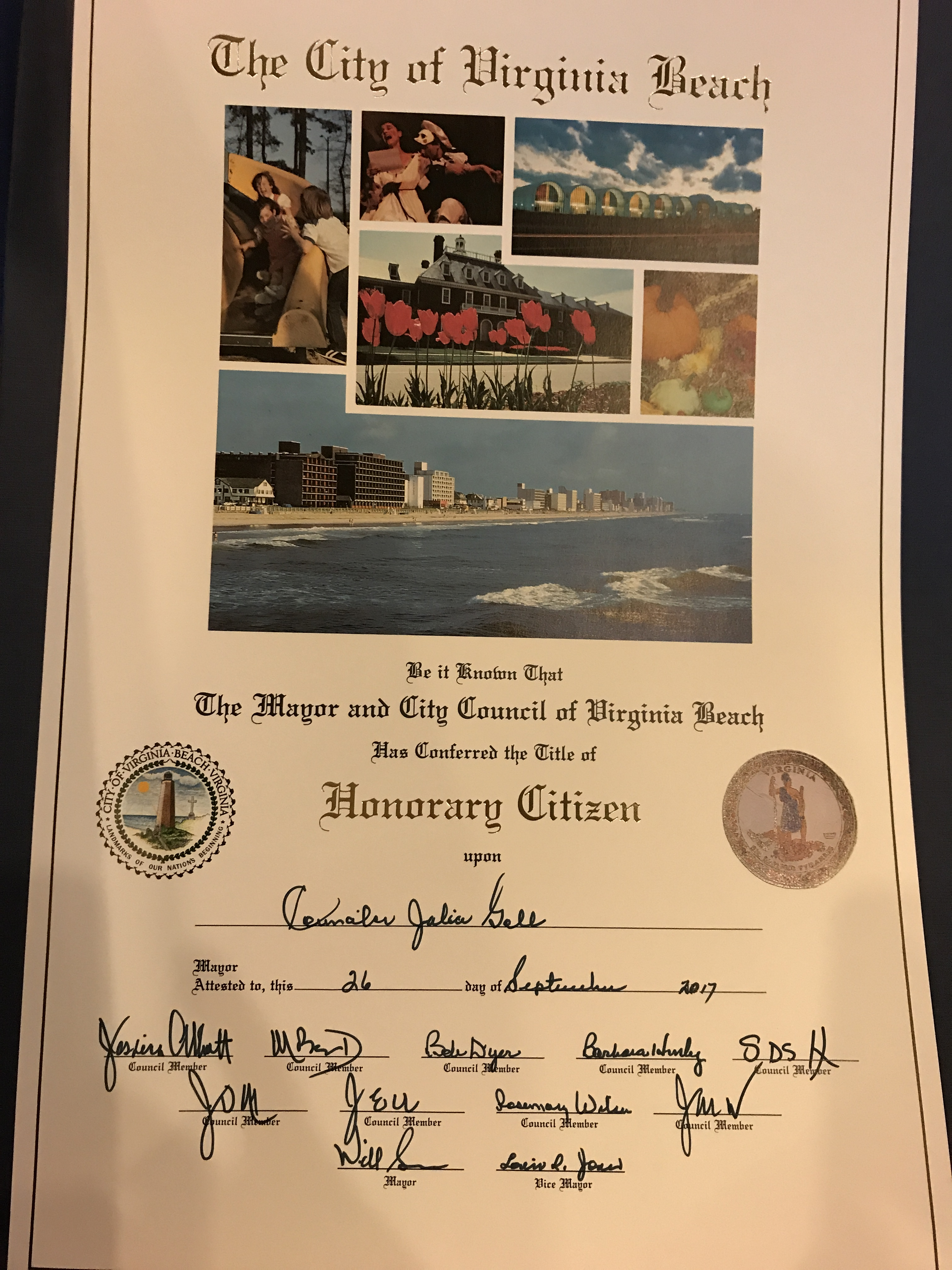
Ehrenbürgerurkunde der Stadt Virginia Beach

2017 wurde Goll zur Ehrenbürgerin der US-amerikanischen Stadt Virginia Beach, der Partnerstadt Waiblingens, ernannt. 2020 erhielt sie die Verdienstplakette der Stadt Waiblingen in Silber „in Anerkennung verdienstvoller Mitarbeit am kommunalen Leben“. 2024 verlieh ihr der Städtetag Baden-Württemberg für (über) 20-jährige ehrenamtliche Tätigkeit in den Gemeinderäten Waiblingen und Leonberg das Verdienstabzeichen in Silber.

## Privates
Julia Goll ist mit Ulrich Goll, ihrem Vorgänger als FDP-Abgeordneter des Wahlkreises Waiblingen und ehemaligen Justizminister von Baden-Württemberg, verheiratet. Sie hat mit ihm fünf Kinder und wohnt in Waiblingen.